# Jean-Max Bellerive

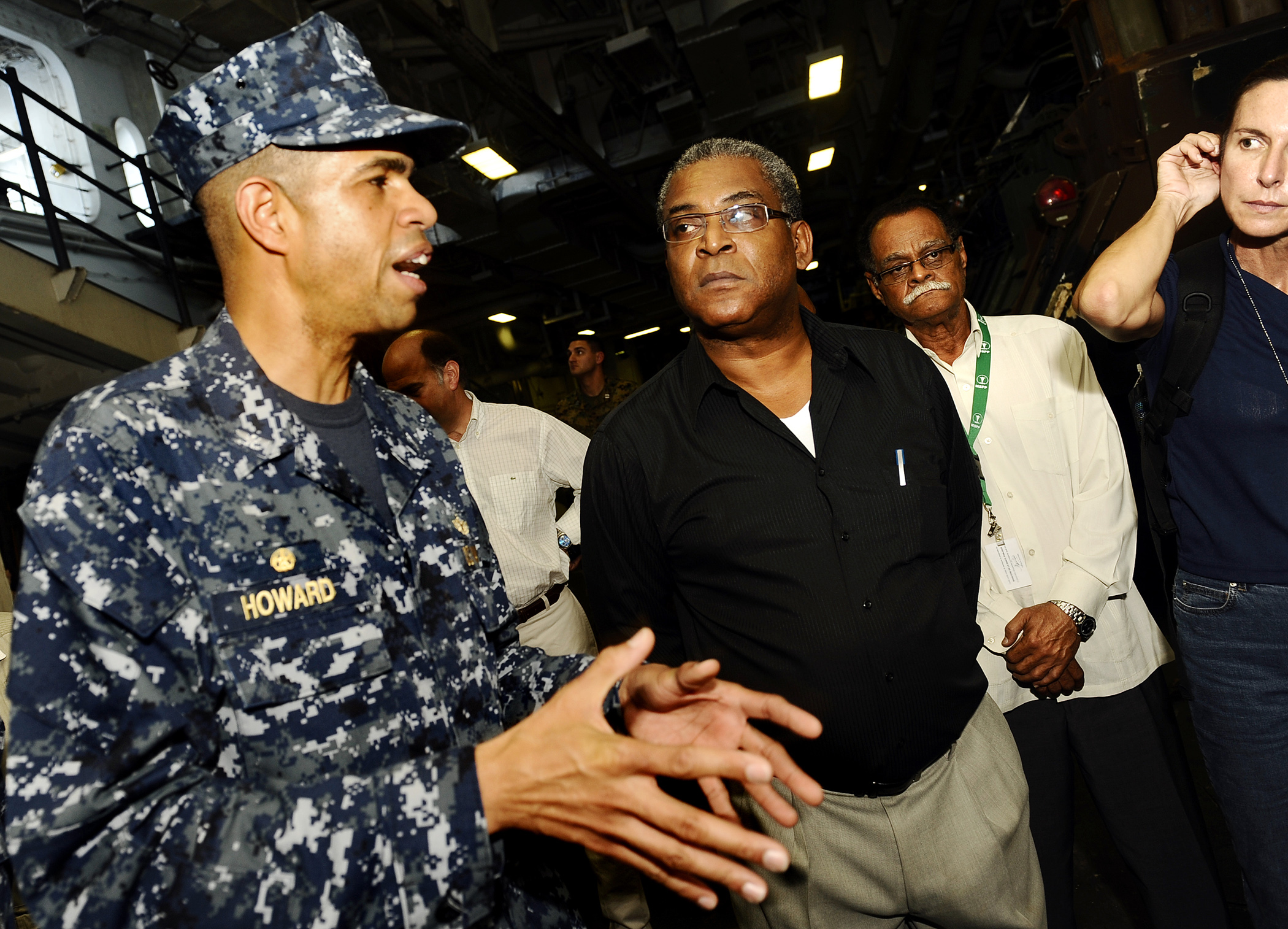
Jean-Max Bellerive, în cămașă neagră, pe o navă a US Navy

Jean-Max Bellerive, cu numele complet: Joseph Jean-Max Bellerive (n. 1958, Port-au-Prince, Haiti), este un om politic haitian, desemnat Prim-ministru al statului haitian, la 30 octombrie 2009 și învestit cu această funcție la 11 noiembrie 2009.

## Originea și studiile
Fiu al unui medic, înalt funcționar al Organizației Mondiale a Sănătății (OMS), el își părăsește țara natală din copilărie și face studiile primare, secundare și universitare în Elveția, în Franța și în Belgia. Diplomat în Științe politice și Relații internaționale, hotărăște să revină în Haiti în 1986, puțin înaintea căderii lui Jean-Claude Duvalier.

## Activitatea politică
În guvernul condus de Michèle Pierre-Louis (2008 - 2009), era Ministru al Planificării și al Cooperării externe.
Ca urmare a răsturnării de către Senat a guvernului condus de Michèle Pierre-Louis, președintele statului Haiti, René Préval, l-a desemnat la 30 octombrie 2009 pe Jean-Max Bellerive să formeze un nou guvern. La 11 noiembrie 2009, Jean-Max Bellerive a fost învestit cu funcția de Prim-ministru al Haiti.